# Ameridion
Ameridion là một chi nhện trong họ Theridiidae.